# Queimada
La queimada es  una bebida alcohólica de la tradición gallega y propia de su gastronomía.

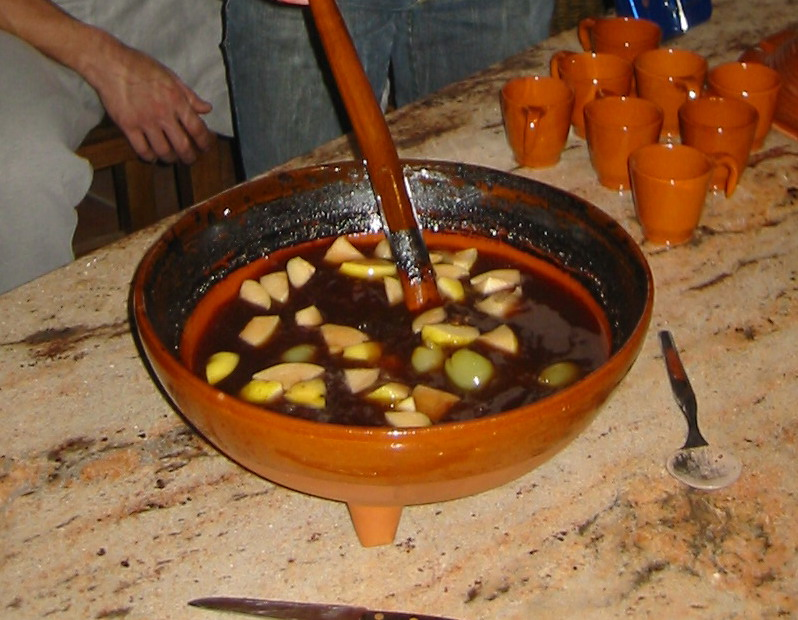
Queimada en preparación.

Se le atribuyen facultades curativas y se afirma que, tomada tras la pronunciación del conjuro, funciona como protección contra maleficios, además de mantener a los espíritus y demás seres malvados alejados del que la ha bebido.

## Orígenes
Los orígenes de la bebida son desconocidos. Popularmente, a la queimada se le atribuyen orígenes celtas, pero, según afirmó en 1972 el catedrático de prehistoria de la Universidad de Santiago de Compostela, Carlos Alonso del Real esto sería imposible, ya que la destilación del aguardiente en Galicia no puede ser anterior a la introducción del alambique (de origen árabe) a partir de los siglos XII o XIII, ya en la Edad Media. Asimismo, siempre según Alonso del Real, el azúcar de caña, uno de sus ingredientes fundamentales, también lo introdujeron los árabes en la península ibérica (la difusión de su equivalente de remolacha es muy posterior, correspondiendo a las Guerras Napoleónicas). Esto le llevó a atribuirle orígenes medievales a la bebida.
Posteriormente, el antropólogo Xosé Manuel González Reboredo, afirma que el consumo de aguardiente —normalmente sin quemar— era habitual en la Galicia rural tradicional, donde tenía fama como medicina contra el catarro y que en un momento dado —que él sitúa en torno a los años 1950— gallegos residentes en el exterior empezaron a tomar esta bebida en las fiestas o después de las comidas.
Como "Calloubada" aparece ya a principios del siglo XX con una receta de aguardiente quemado, azúcar blanco y café. Esta bebida aparece en el diccionario de 1913-28 como un café muy cargado de aguardiente quemada.
Hay referencias ya como "Queimada" en Portomarín en el año 1945 de aguardiente quemada con azúcar y café, describiendo "El rito de la Queimada" y como una tradición del Club de Montaña y Esquí de Peña Trevinca en 1951, que la realizaba en un cuenco de plata de ciento cincuenta años de la facultad de farmacia también como   "Calloubada" en la zona de Lugo
En reuniones de este tipo habría surgido la costumbre de acompañar el consumo de la queimada de conjuros compuestos ex-profeso para el momento. Esta costumbre se difundió tan rápidamente que ya en 1955 el alfarero mindoniense Tito Freire, creó los recipientes de barro cocido, con forma de tartera y patas en los que se suele preparar habitualmente.

## Tradición

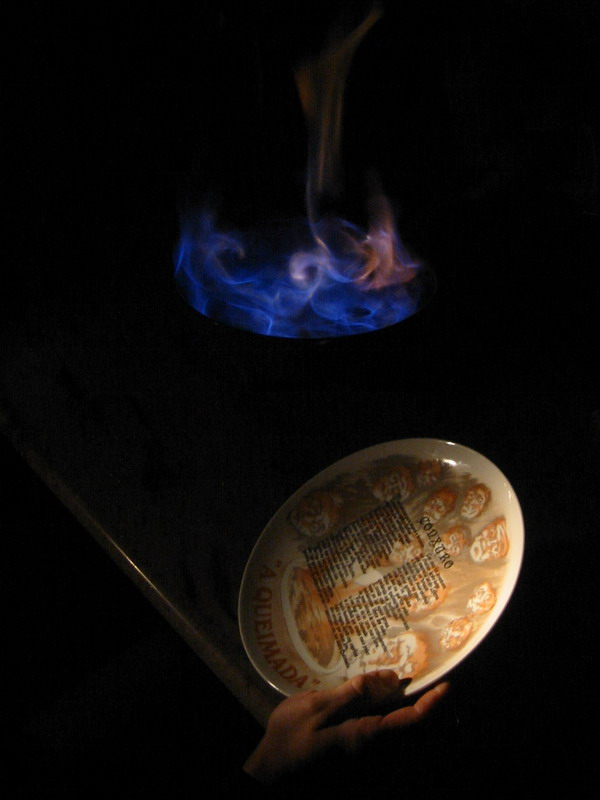
Conjuro.

Todo el ritual de preparación está dirigido a alejar a los malos espíritus y a las meigas que, según la tradición, acechan a los hombres y mujeres para intentar maldecirles ya sea por diversión, por venganza, por algo que han realizado anteriormente, o por cualquier otro motivo. Cualquier ocasión es buena para realizar una queimada: una fiesta, reuniones familiares o de amigos. Tras la cena, en la oscuridad de la noche (que es uno de los mejores momentos para realizarla), los comensales se reúnen alrededor de la queimada, para animar los corazones y estrechar los lazos de amistad. Uno de ellos se encargará de darle el toque final levantando con un cucharón el líquido en llamas y dejándolo caer poco a poco en el recipiente mientras pronuncia el conjuro, lo que crea un ambiente muy especial.

## Ingredientes
Sus ingredientes principales son el aguardiente y el azúcar, a los que generalmente se les añade: corteza de limón o naranja. Pese al rechazo de los puristas, dependiendo de la costumbre local y de forma independiente, hay quien le añade unos pocos granos de café sin moler, trozos de manzana, uvas o algún otro ingrediente.

## Preparación
En un recipiente de barro cocido (a poder ser, en el pote tradicional) se vierte el aguardiente y el azúcar en la proporción de unos 120 gramos de éste por litro de aquel, ralladura de limón, o naranja y se remueve.

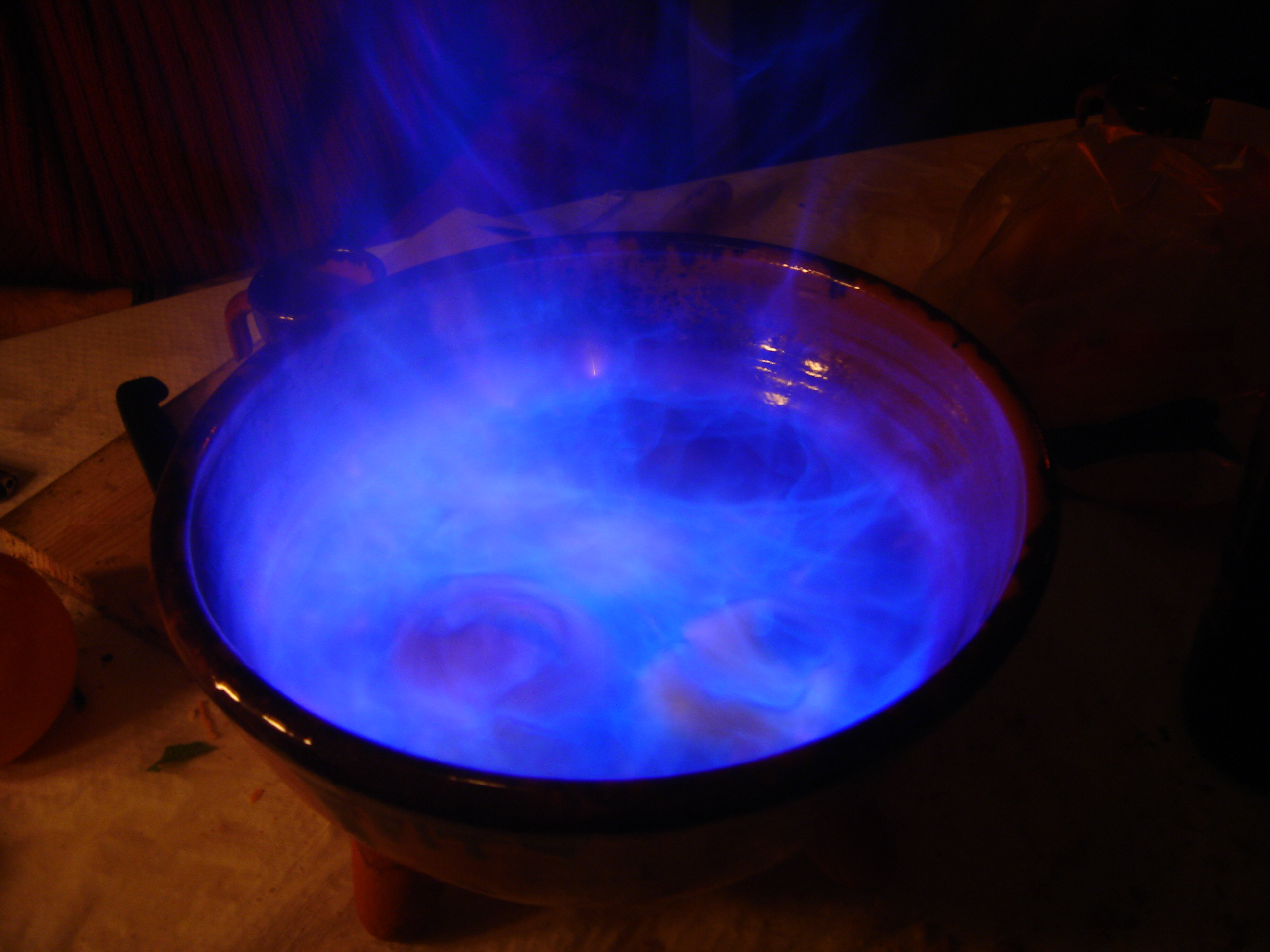
Fuego azul característico de la queimada.

En un recipiente más pequeño (generalmente el cucharón con el que se remueve) se coge aparte una pequeña cantidad de queimada, sin otros posibles ingredientes (sólo el aguardiente y el azúcar disuelto), se mojan los bordes del cucharón con la bebida y se le prende fuego. Cuando esté ardiendo se mete el cucharón en el recipiente grande hasta que el fuego se extienda por toda la superficie. A continuación se revuelve lentamente dejando que suban las llamas del alcohol y creando cascadas con ellas. 
A continuación se pone en el cucharón solo azúcar y se coloca sobre la queimada hasta que este se derrite convirtiéndose en caramelo, que se vierte sobre las llamas y se remueve. 
Se revuelve hasta que consumido el alcohol la queimada se apague por sí sola, o sólo queden los bordes ardiendo, que no se apagaran.
Cuando empieza a apagarse, pero mientras el aguardiente aún arde, se recita el esconxuro (también llamado conxuro).
Se sirve la queimada caliente, cuando se haya apagado casi por completo y se bebe. En ocasiones hay que soplar para apagar alguna de las llamas que llegan al vaso, para no quemarse.

## Conjuro
Desde sus orígenes hay referencias a Conxuros santificadores realizados para la ocasión por el oficiante que repetían los congregados
El esconxuro o conjuro tradicional de la queimada fue inventado en Vigo en 1967 por Mariano Marcos Abalo para una fiesta de juegos florales de las muchas que entonces tenían lugar en un barco decomisado amarrado en el puerto de la ciudad. En 1974 su creador le añadió las referencias a Satán y Belcebú y comenzó a representarlo en la discoteca Fausto de la Ciudad Olívica. Por esa misma época, una imprenta viguesa empezó a vender copias del conjuro, inicialmente sin su autorización y luego pagando una peseta por ejemplar vendido. El éxito hizo que otras empresas empezaran a vender copias por su cuenta, sin ninguna autorización y sin citar su nombre, lo que puede haber contribuido a la creencia de que el conjuro era de un autor anónimo. En 2001, Abalo decidió registrar la propiedad intelectual del conjuro.
De acuerdo con la tradición, durante su preparación se debe recitar en voz alta un conjuro (esconxuro o conxuro en idioma gallego) para espantar a los malos espíritus y a las meigas. En la actualidad se utilizan diversas versiones con múltiples pequeñas variantes, pero una de las más comunes sería:
| En gallego Mouchos, coruxas, sapos e bruxas; demos, trasnos e diaños; espíritos das neboadas veigas, corvos, pintegas e meigas; rabo ergueito de gato negro e todos os feitizos das menciñeiras... Podres cañotas furadas, fogar de vermes e alimañas, lume da Santa Compaña, mal de ollo, negros meigallos; cheiro dos mortos, tronos e raios; fuciño de sátiro e pé de coello; ladrar de raposo, rabiño de martuxa, oubeo de can, pregoeiro da morte... Pecadora lingua de mala muller casada cun home vello. Averno de Satán e Belcebú, lume de cadáveres ardentes, lumes fatuos da noite de San Silvestre, corpos mutilados dos indecentes, e peidos dos infernais cus... Bruar da mar embravecida, agoiro de naufraxios, barriga machorra de muller ceibe, miañar de gatos que andan á xaneira, guedella porca de cabra mal parida e cornos retortos de castrón... Con este cazo levantarei as chamas deste lume que se asemella ao do inferno e as meigas ficarán purificadas de tódalas súas maldades. Algunhas fuxirán a cabalo das súas escobas para iren se asulagar no mar de Fisterra. Ouvide! Escoitade estos ruxidos...! Son as bruxas que están a purificarse nestas chamas espiritosas... E cando este gorentoso brebaxe baixe polas nosas gorxas, tamen todos nós quedaremos libres dos males da nosa alma e de todo embruxamento. Forzas do ar, terra, mar e lume! a vós fago esta chamada: se é verdade que tendes máis poder ca humana xente, limpade de maldades a nosa terra e facede que aquí e agora os espiritos dos amigos ausentes compartan con nós esta queimada. | En castellano Búhos, lechuzas, sapos y brujas; Demonios, duendes y diablos; espíritus de las vegas llenas de niebla, cuervos, salamandras y hechiceras; rabo erguido de gato negro y todos los hechizos de las curanderas... Podridos leños agujereados, hogar de gusanos y alimañas, fuego de la Santa Compaña, mal de ojo, negros maleficios; hedor de los muertos, truenos y rayos; hocico de sátiro y pata de conejo; ladrar de zorro, rabo de marta, aullido de perro, pregonero de la muerte... Pecadora lengua de mala mujer casada con un hombre viejo; Averno de Satán y Belcebú, fuego de cadáveres ardientes, fuegos fatuos de la noche de San Silvestre, cuerpos mutilados de los indecentes, y pedos de los infernales culos... Rugir del mar embravecido, presagio de naufragios, vientre estéril de mujer soltera, maullar de gatos en busca gatas en celo, melena sucia de cabra mal parida y cuernos retorcidos de castrón... Con este cazo elevaré las llamas de este fuego similar al del Infierno y las brujas quedarán purificadas de todas sus maldades. Algunas huirán a caballo de sus escobas para irse a sumergir en el mar de Finisterre. ¡Escuchad! ¡Escuchad estos rugidos...! Son las brujas que se están purificando en estas llamas espirituales... Y cuando este delicioso brebaje baje por nuestras gargantas, también todos nosotros quedaremos libres de los males de nuestra alma y de todo maleficio. ¡Fuerzas del aire, tierra, mar y fuego! a vosotros hago esta llamada: si es verdad que tenéis más poder que los humanos, limpiad de maldades nuestra tierra y haced que aquí y ahora los espíritus de los amigos ausentes compartan con nosotros esta queimada. |